# ادسون آلوارز
ادسون آلوارز (اسپانیایی: Edson Álvarez‎؛ زادهٔ ۲۴ اکتبر ۱۹۹۷) بازیکن فوتبال اهل مکزیک است که برای باشگاه وستهام بازی می‌کند.
وی در سال ۲۰۱۹ با قراردادی ۵ ساله به آژاکس پیوست‌ سپس در سال ۲۰۲۳ با مبلغ ۴۰ میلیون یورو به باشگاه وستهام ملحق شد.